# 김종철 (시인)
김종철(金鐘鐵, 1947년 2월 18일 ~ 2014년 7월 5일)은 대한민국의 시인이다. 시인 김종해의 동생이다. 종교는 천주교이며, 세례명은 아우구스티노이다. 오랫동안 ‘못’을 주제로 한 시를 발표하며 ‘못의 시인’, ‘못의 사제’로 불렸다. 1970년 서울신문 신춘문예에 당선하면서 등단했다.

## 약력
제13회 정지용 문학상, 제3회 편운문학상, 제6회 윤동주문학상, 제4회 남영문학상, 제12회 가톨릭문학상, 제12회 영랑시문학상을 수상했으며 제39대 한국시인협회 회장을 지냈다.
2011년 ‘누구에게나 필요한 시 전문지’를 표방하며 시 계간지 ‘시인수첩’을 창간, 발행인으로 활동했다. 출판사 ‘문학수첩’ 발행인·주간으로도 일했다. 중앙대 문예창작학과, 경희대 겸임 교수를 역임하고, 한국가톨릭문인회 회장, 한국작가회의 자문위원도 맡았다.

## 작품 세계
김종철은 도시문명 속을 살아가는 소시민들의 삶에 눈길을 주었다. 평범한 그 사람들의 삶을 시 언어로 다듬어 많은 이들에게 감동을 안겼다. 또 종교적 소재를 사회적인 상상력과 결부시킴으로써 신선한 깨우침을 주기도 했다. 정호승은 김종철 시의 못을 관통하는 시 정신은 결국 사랑이라고 말했다.

## 시집
- 《서울의 유서》 (1975)
- 《오이도》 (1984)
- 《오늘이 그날이다》 (1990)
- 《못에 관한 명상》 (1992)
- 《등신불 시편》 (2001)
- 《못의 귀향》 (2009)
- 《못의 사회학》

## 같이 보기
- 한국어 시인 목록